# Sefer Meschalim
Sefer Meschalim (Fabelbuch), auch als das Kuhbuch bekannt, ist eine illustrierte jiddische Fabelsammlung (sefer = Buch), die 1697 von Moses ben Eliezar Wallich in Frankfurt am Main herausgegeben wurde.
Im Vorwort erklärt der Herausgeber, er habe die Fabeln aus zwei Büchern zusammengestellt. Dabei handelt es sich um das Mischle Schualim (Fuchsfabeln) des Rabbi Berachja ha-Nakdan und das Maschal Kadmoni des Rabbi Isaak Sahula. Erst in der Vorrede wird der jiddische Titel des Werkes mit „Es heiset Kuh-Buch...“ angegeben, wobei die Lettern Kuh-Buch hervorgehoben sind.
Das Sefer Meschalim des Moses ben Eliezar Wallich besteht aus 58 Blatt – dem Titelblatt mit Holzschnitt, einem vierseitigen Vorwort. Es umfasst 36 Geschichten mit Holzschnitten, die zum großen Teil mit denen des 1595 in Verona erschienenen Koie Buch übereinstimmen. Das Sefer Meschalim wurde recht schnell populär, sodass etliche spätere Werke sich mit dem Titel: Das Kuhbuch oder Das neue Kuhbuch, Das andere Kuhbuch schmücken.